# エメルソン・モイゼス・コスタ
エメルソン・モイゼス・コスタ（Emerson Moisés Costa、1972年4月12日 - ）は、ブラジル・リオデジャネイロ出身の元サッカー選手。現役時代のポジションはMF。